# Ashley Key
Ashley Key (née le 1er juin 1985 à Atlanta, Géorgie, États-Unis), est une joueuse américaine naturalisée suédoise de basket-ball.

## Biographie
Elle est draftée en 35e position de la draft WNBA 2007 par le Fever de l'Indiana.
Après quatre années en championnat suédois (22,0 points, 6,9 rebonds et 4,6 passes décisives pour Mark Basket en 2012-2013), elle obtient la nationalité suédoise en 2013, ce qui lui permet de participer au championnat d'Europe en 2013 (7e équipe sur 16, 76 points 16 rebonds, 8 passes décisives en huit rencontres). et 2015 (14e équipe sur 20, 8,5 points 4,8 rebonds, 1,8 passe décisive).
Son coach en équipe nationale Lars Johansson dit d'elle en 2013 : « Ashley a de multiples capacités et s'est très bien adaptée à notre préparation. Elle est une attaquante très complète et aussi très bonne en défense. Elle favorise l'émulation dans l'équipe, nous fait aller plus loin et est un joker. Elle peut scorer beaucoup de points sur une courte période. »
Elle commence la saison 2014-2015 en Hongrie avec PINKK Pecsi 424, puis rejoint le club turc de Hatay BSB où ses statistiques de 9,2 points et 4,9 rebonds. Pou 2015-2016, elle signe avec le club turc de Mersin BSB.

## Club
| Saisons   | Équipe                 | Pays               |
| 2009 ?    | Odra Brzeg             | Pologne            |
| 2009-2013 | Mark Basket            | Suède              |
| 2013-2014 | Basketbalový Klub Brno | République tchèque |
| 2014-2015 | Pecsi 424              | Hongrie            |
| 2014-2015 | Hatay BSB              | Turquie            |
| 2015-2016 | Mersin BSB             | Turquie            |
| 2016-     | Castors Braine         | Belgique           |